# Rantau Sialang (Muara Kuang)
Rantau Sialang is een bestuurslaag in het regentschap Ogan Ilir van de provincie Zuid-Sumatra, Indonesië. Rantau Sialang telt 869 inwoners (volkstelling 2010).